# Тулупов, Сергей Валерьевич
Сергей Валерьевич Тулупов (род. 19 марта 1973, Тейково, Ивановская область) — белорусский самбист, серебряный (1997, 2000, 2003) и бронзовый (1998, 1999) призёр чемпионатов Европы, серебряный призёр чемпионата мира 1993 года в Кстово, мастер спорта международного класса. Выступал в полулёгкой весовой категории (до 57 кг). Работает преподавателем кафедры физического воспитания Белорусского государственного университета информатики и радиоэлектроники. Тренер в минском спортивном зале единоборств «Ворон».